# Sturisoma guentheri
Sturisoma guentheri es una especie de peces de la familia Loricariidae en el orden de los Siluriformes.

## Morfología
Los machos pueden llegar alcanzar los 23 cm de longitud total.

## Distribución geográfica
Se encuentran en Sudamérica: cuenca superior del río Amazonas.